# بقع روث
بقع روث (بالإنجليزية: Roth's spot)‏ هي نزيف في شبكية العين مع مراكز بيضاء أو شاحبة. وقد نُسبت البقع الأصلية في شبكية العين والتي تم تحديدها في عام 1872 إلى الألياف العصبية التي انفجرت. ويُظهر التحليل في الوقت الحاضر أنه يمكن أن تتكون من الفايبرين المتخثر بما في ذلك الصفائح الدموية، أو نقص تروية البؤري، أو الالتهابات، أو الكائنات المعدية، أو الخلايا السرطانية. وعادة ما يتم ملاحظتها عن طريق المنظار الداخلي (باستخدام منظار العين لعرض العين من الداخل) أو فحصها بمصباح الشق الطولي.
وعادة ما تكون ناجمة عن التهاب الأوعية الدموية التي غالبا ما تنتج بسبب التهاب الشغاف الجرثومي. ويمكن ملاحظة بقع روث في سرطان الدم، والسكري، والتهاب الشغاف الجرثومي تحت الحاد، وفقر الدم الخبيث، والأحداث الدماغية، واعتلال الشبكية وارتفاع ضغط الدم ونادرا ما يحدث في اعتلال الشبكية المصاحب للإيدز.